# Aprendices al tun tun
Aprendices al tun tun es una historieta de Zipi y Zape creada por el historietista español Escobar en 1972.

## Trayectoria editorial
Se publicó en forma seriada en la revista Mortadelo números 59 a 69. Al año siguiente, se recopiló como número 20 de la colección de álbumes Alegres Historietas.
Ya en 1990, se publicó en el nº 27 de la colección Magos del Humor y en el nº 42 de la actual Colección Olé.

## Argumento
Tras las malas notas obtenidas en la escuela por los gemelos Zipi y Zape, don Pantuflo decide retirar a sus hijos de la escuela y ponerlos a trabajar como aprendices de diferentes oficios.

### Oficios desempeñados
- Barberos: Tras un mal afeitado que acaba en desastre son despedidos.
- Camareros: comienzan bien, pero hacen trampas en una carrera de camareros y por ello son despedidos.
- Obreros: tras una cadena de errores son rechazados de dicho trabajo.
- Carpinteros: cometen una serie de fallos son despedidos, aunque en un principio hicieron buenas reparaciones.
- Jardineros: debido a su torpeza y mala suerte provocan desperfectos y finalmente son despedidos.
- Vendedores: tras una serie de ventas exitosas cometen varios errores y finalmente son despedidos.
- Pintores: no aciertan con ninguna acción, así que duran más bien poco en el trabajo.
- Electricistas: tampoco duran mucho debido a sus errores.
- Fotógrafos: esta vez terminan sin problemas.
- Fontaneros: inundan y destrozan la escuela.